# Вакт, Марина
Марина Вакт (фр. Marine Vacth; род. 9 апреля, 1991, Париж, Франция) — французская модель и актриса.

## Биография
Марина родилась в 12-м округе Парижа и росла в парижском пригороде Мезон-Альфор вместе с младшим братом. Происхождение её фамилии берет начало в Лотарингии. Её отец работал водителем грузовика, а мать – бухгалтером в авиакомпании Malaysia Airlines. Марина училась в лицее Эжена Делакруа в Мезон-Альфоре и в течение семи лет занималась дзюдо. Когда ей было 15 лет, в магазине H&M её заметил модельный агент. Девушку пригласили на кастинг, который она успешно прошла. 
В различное время она снималась для обложек журналов Elle и Madame Figaro. В 2011 году была выбрана лицом рекламной кампании аромата Parisienne дома Yves Saint Laurent, сменив Кейт Мосс, рекламировавшую аромат до неё. В этом же году она стала лицом модельного дома Chloé, а позже – Louis Vuitton. 
Она работала с Леонардо Ди Каприо над рекламной кампанией Oppo mobile, а также снималась в клипе для DJ Cam "Swim". 
В 2011 году Марина впервые попробовала себя в роли актрисы, снявшись в фильме «Моя часть пирога» режиссёра Седрика Клапиша. Поворотным моментом в её карьере стало приглашение режиссёра Франсуа Озона сняться в главной роли в фильме «Молода и прекрасна». Картина была номинирована на «Золотую пальмовую ветвь» Каннского кинофестиваля 2013 года, а сама Марина получила номинации на премии «Сезар» и «Люмьер». В 2017 году Франсуа Озон позвал Марину на главную роль в своей новой киноленте под названием «Двуличный любовник» по мотивам романа Джойс Кэрол Оутс. Осенью они вместе прилетели в Москву, чтобы представить эротический триллер российским зрителям
. Примерно в то же время стало известно, что Вакт стала новым лицом Chanel. На снимках, сделанных Карлом Лагерфельдом, образ Марины посвящён культуре Древней Греции. 
. 
В феврале на Берлинском кинофестивале состоялась премьера приключенческого фэнтези «Пиноккио» режиссера Маттео Гарроне, где Марина Вакт сыграла фею.

## Личная жизнь
Она состоит в отношениях с фотографом, Полем Шмидтом. 20 марта 2014 года у них родился сын Анри.

## Фильмография
- 2011 — Моя часть пирога — Тесса
- 2012 — Человек с золотым мозгом — Элис
- 2012 — Это как день посреди ночи — Изабель Викулио
- 2013 — Молода и прекрасна — Изабель
- 2015 — Образцовые семьи — Луиза Дефф
- 2016 — Исповедь — Барни Дебрюкер
- 2017 — Двуличный любовник — Хлое
- 2017 — Сука-судьба — Франсин
- 2019 — Пиноккио — Фата Турчина
- 2020 — Молох — Луиза
- 2022 — Маскарад — Марго